# Patrick Sarsfield
Patrick Sarsfield (c. 1660 - 21 de agosto de 1693), I conde de Lucan, Jacobita y soldado irlandés, descendiente de una familia de ingleses viejos asentada en Irlanda desde la invasión normanda.

## Contexto histórico
Patrick Sarsfield nació en Lucan, Dublín. Su padre, Patrick Sarsfield, se había casado con Anne, hija de Rory O'Moore, uno de los organizadores de la Rebelión irlandesa de 1641. Su familia, de origen normando, poseía terrenos que reportaban unas rentas de 2000 libras anuales. Patrick, el hijo menor, entró a servir en el Regimiento de Infantería de Dongan el 6 de febrero de 1678.
Se dice que durante sus primeros años llegó a desafiar a Lord Thomas Grey, II Conde de Stanford, por un supuesto comentario despectivo acerca de la sinceridad de los irlandeses (septiembre de 1681), y en diciembre de ese mismo año fue herido en un duelo.
En 1682-1683, Sarsfield vive en Londres, donde interviene en dos secuestros de herederas. En mayo ayuda a su amigo el Capitán Robert Clifford a secuestrar a Ann Siderlin, una viuda rica, y tuvo suerte de no ser perseguido. Secuestró entonces a Elizabeth Herbert, hija del VIII Barón de Chandos por su cuenta. Elizabeth se negó a casarse con él, pero accedió a no perseguirle a cambio de su libertad.
Durante los dos últimos años del reinado de Carlos II, prestó servicio en regimientos ingleses incluidos en el ejército de Luis XIV. El ascenso al trono de Jacobo II de Inglaterra le llevó de nuevo a su Irlanda natal.
Tomó parte en la Batalla de Sedgemoor durante la sofocación de la Rebelión de Monmouth, el 6 de julio de 1685. En 1686 fue promovido a coronel. Mientras tanto, Jacobo II había decidido remodelar el ejército irlandés, convirtiéndolo en una fuerza dirigida por católicos, y Sarsfield, que pertenecía a una familia católica fue elegido para dirigir este cambio. Volvió a Irlanda con Richard Talbot, I conde de Tyrconnell, recién nombrado Comandante en jefe por el rey.

## La Guerra Guillermita 1689-1691
En 1688, a la muerte sin hijos de su hermano mayor, Patrick se encontró en posesión del patrimonio familiar, lo que no le reportaría muchos beneficios cuando se encontró en el bando perdedor de la guerra civil. Cuando el rey Jacobo II reclutó un contingente de soldados irlandeses para defender sus opciones al trono durante la Revolución Gloriosa, Sarsfield se puso al frente de ellas. No participaron en grandes acciones militares, salvo una escaramuza en Batalla de Reading, en 1688 y algunos encontronazos con fuerzas escocesas al servicio de Guillermo de Orange en Wincanton.
Cuando el ejército inglés abandonó al rey, este huyó a Francia, acompañado de Patrick. En 1689 ambos volvieron a Irlanda para iniciar la resistencia ante Guillermo de Orange. Durante la Guerra Guillermita de Irlanda, Sarsfield se encargó de mantener Connacht en manos jacobitas. El rey, que le describió como un tipo valiente, pero sin cabeza, pronto le ascendió a general de brigada y, más tarde, aunque con reservas, a mayor general.
Sin embargo no fue hasta la batalla del Boyne y el posterior sitio de Limerick, en 1690, cuando Patrick se reveló como un líder prominente. Su captura de un convoy militar en Ballyneety, entre Limerick y Tipperary, en una operación guiada por el guerrillero (rapparee) "Galloping" O'Hogan, permitió demorar el sitio hasta comienzos del invierno, lo que obligó a los ingleses a retirarse
Este logro le convirtió en un héroe popular entre los irlandeses. Su generosidad, su valentía y su valía como militar ya le habían granjeado el afecto del pueblo. Cuando la causa del rey Jacobo había fracasado en Irlanda, Sarsfield firmó con los ingleses el Tratado de Limerick en unas condiciones muy ventajosas para los irlandeses que accedieran a jurar lealtad al nuevo rey Guillermo III y partió hacia el exilio en Francia el 22 de diciembre de 1691 junto con muchos de sus paisanos, en lo que fue conocido como la Fuga de los Gansos Salvajes. Una vez allí, entró al servicio del rey de Francia.
El historiador Gilbert Burnet, contemporáneo de los hechos, nos muestra a Sarsfield diciendo a algunos oficiales ingleses en Limerick, "Tal como estamos ahora, cambiemos los reyes y nosotros volveremos a luchar otra vez contra vosotros", debido a la decepción sufrida por el abandono de Jacobo y su admiración por el genio militar de Guillermo.

## Muerte
A su llegada a Francia, recibió el nombramiento de teniente general (maréchal-de-camp) del rey Luis XIV, y luchó con distinción en Flandes hasta que fue mortalmente herido en la Batalla de Landen, también conocida como Batalla de Neerwinden, el 19 de agosto de 1693. Falleció pocos días después en Huy, Bélgica y fue enterrado en la iglesia de San Martín.
Una placa en la pared de esta iglesia recuerda la ubicación aproximada de su tumba. Se dice que, mientras se desangraba, sus últimas palabras fueron "Ojalá esto hubiera sido por Irlanda".[cita requerida]

## Descendencia
En 1691 había sido nombrado Conde de Lucan por el rey Jacobo. Se casó con Lady Honora Burke (o de Burgh), hija del Conde de Clanricarde, de la que tuvo un hijo, James Sarsfield, II Conde de Lucan, que murió sin descendencia en 1718 y una hija, de la que desciende el general americano Michael Corcoran.
Su viuda se casó con James Fitz-James. Un sobrino nieto de Patrick, Charles Bingham, recibió el título de Conde de Lucan, que se restauró en 1795.

## Legado
La memoria de Patrick Sarsfield se conserva de manera especial en el condado de Limerick, donde existe el Puente Sarsfield y la Calle Sarsfield. La ruta seguida en su ataque al convoy inglés es conocida como "la ruta de Sarsfield", y es un popular sendero para caminantes y ciclistas entre los condados de Clare y Limerick. Una placa en el lugar del ataque, conocido como Sarsfield Rock, conmemora la victoria irlandesa, y la figura de Patrick Sarsfield aparece en el escudo de armas de Limerick.
| Predecesor: Nueva creación | Conde de Lucan (creación Jacobita) 1691-1693 | Sucesor: James Sarsfield, II conde de Lucan |